# IAI Arava
IAI Arava (hebrejsky: ערבה) je dvoumotorový celokovový lehký transportní letoun s krátkým vzletem a přistáním (kategorie STOL) s dvojitou svislou ocasní plochou vyráběný v Izraeli v 70. a 80. letech společností Israel Aircraft Industries (IAI). Arava se stala vůbec prvním návrhem letounu tohoto leteckého výrobce, který se dostal do výroby a prvním významnějším typem letadla kompletně zkonstruovaným v Izraeli. Byla navržena jak pro vojenský, tak pro civilní trh, ale nakonec bylo postaveno pouze relativně malé množství strojů. Mezi odběrateli byly především země třetího světa, a to především ze střední a Jižní Ameriky, ale i Svazijsko či Thajsko.

## Historie
Projektové práce na Aravě začaly v roce 1966 a mezi hlavní požadavky patřila schopnost krátkého vzletu a přistání (STOL), možnost operovat na úzké přistávací ploše a zároveň dostatečná kapacita pro přepravu 25 vojáků či objemného nákladu. Pro splnění všech těchto úkolů byla nakonec pro design Aravy zvolena neobvyklá konfigurace. Letoun získal krátký, leč široký sudovitý trup, jehož zadní část je sklápějící pro umožnění snadného nakládání a vykládání. Rozpětí křídel s dvouštěrbinovými vztlakovými klapkami bylo zvoleno zhruba 21metrové a letoun byl vybaven dvěma turbovrtulovými motory Pratt & Whitney Canada PT6A-27 o výkonu 750 shp. Z každého z nich vybíhají prodloužené motorové gondoly, na nichž jsou umístěny ocasní plochy.
První létající prototyp civilní varianty IAI-101 (imatrikulace 4X-AIA) poprvé vzlétl 27. listopadu 1969, druhý (4X-IAA) pak 8. května 1971. Prototyp vojenské verze IAI-201 (4X-IAB) byl zalétán 7. března 1972 s výkonnějšími pohonnými jednotkami PT6A-34 o výkonu po 576 kW a zvýšenou vzletovou hmotností. Výroba letounu byla ukončena v roce 1988. Do té doby bylo vyrobeno více než 90 letounů, z nichž 70 bylo určeno pro vojenské využití. V některých státech je letoun stále v aktivní službě.

## Verze
- IAI 101 - civilně-přepravní verze

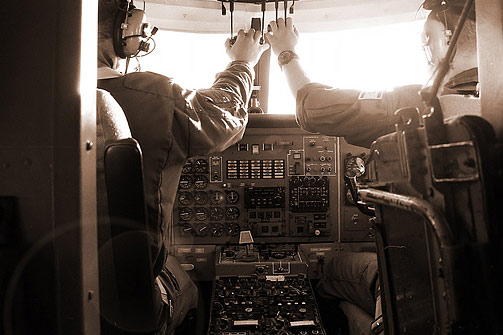
Pohled do kokpitu Aravy

- IAI 102 - civilně-přepravní verze pro 20 osob v klasické konfiguraci či pro 12 osob ve VIP konfiguraci
- IAI 102B - civilně-přepravní verze
- IAI 201 - vojensko-přepravní verze
- IAI 202 - Modifikovaná delší verze s modifikovanými křídly, jejíž testy byly zahájeny v létě 1976. Pohon zajišťovaly motory PT6A-36 po 576 kW.

Vojenská verze mohla být rovněž vybavena řadou zbraní, v závislosti na roli, jež měla Arava sehrát. Zbraňová konfigurace mohla zahrnovat dva kulomety v bočních částech trupu letounu (obvykle M2 Browning ráže 0.5") a třetí v zadní části trupu, a dva podvěsy obsahující 6x82 mm raket, torpéda nebo sonarové bóje.

## Uživatelé

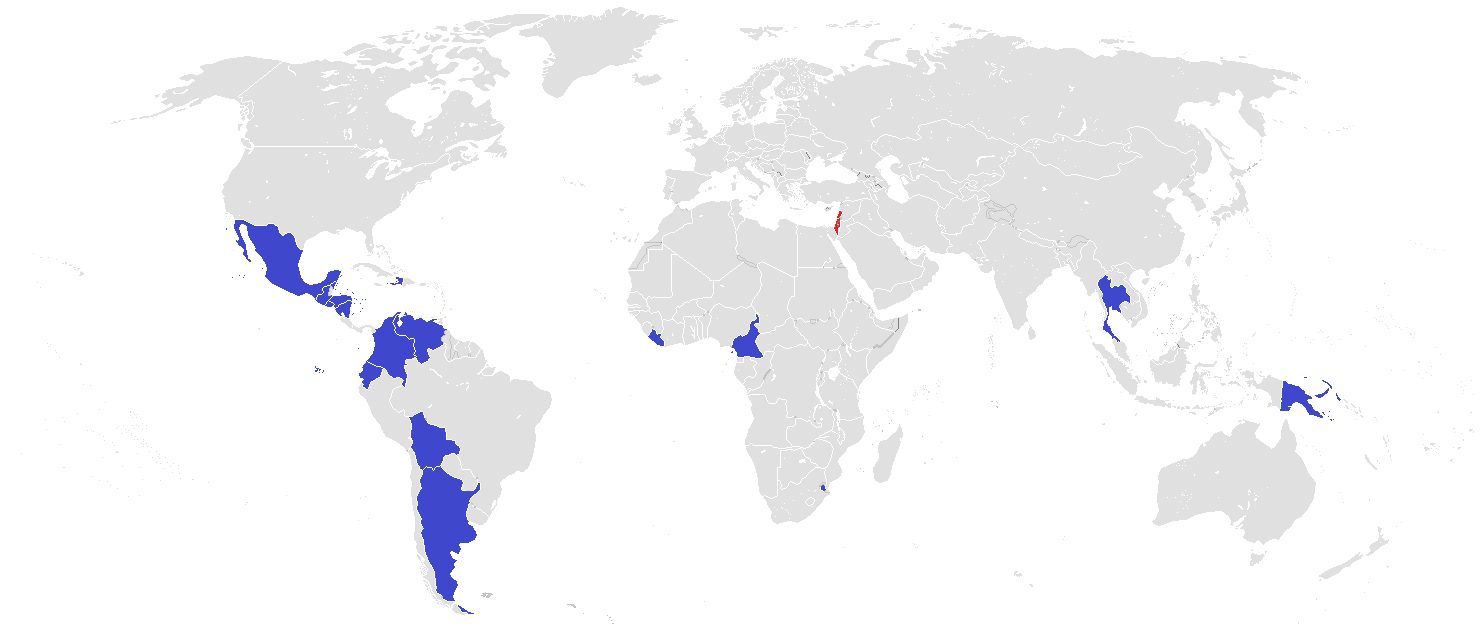
Přehled uživatelů typu IAI Arava

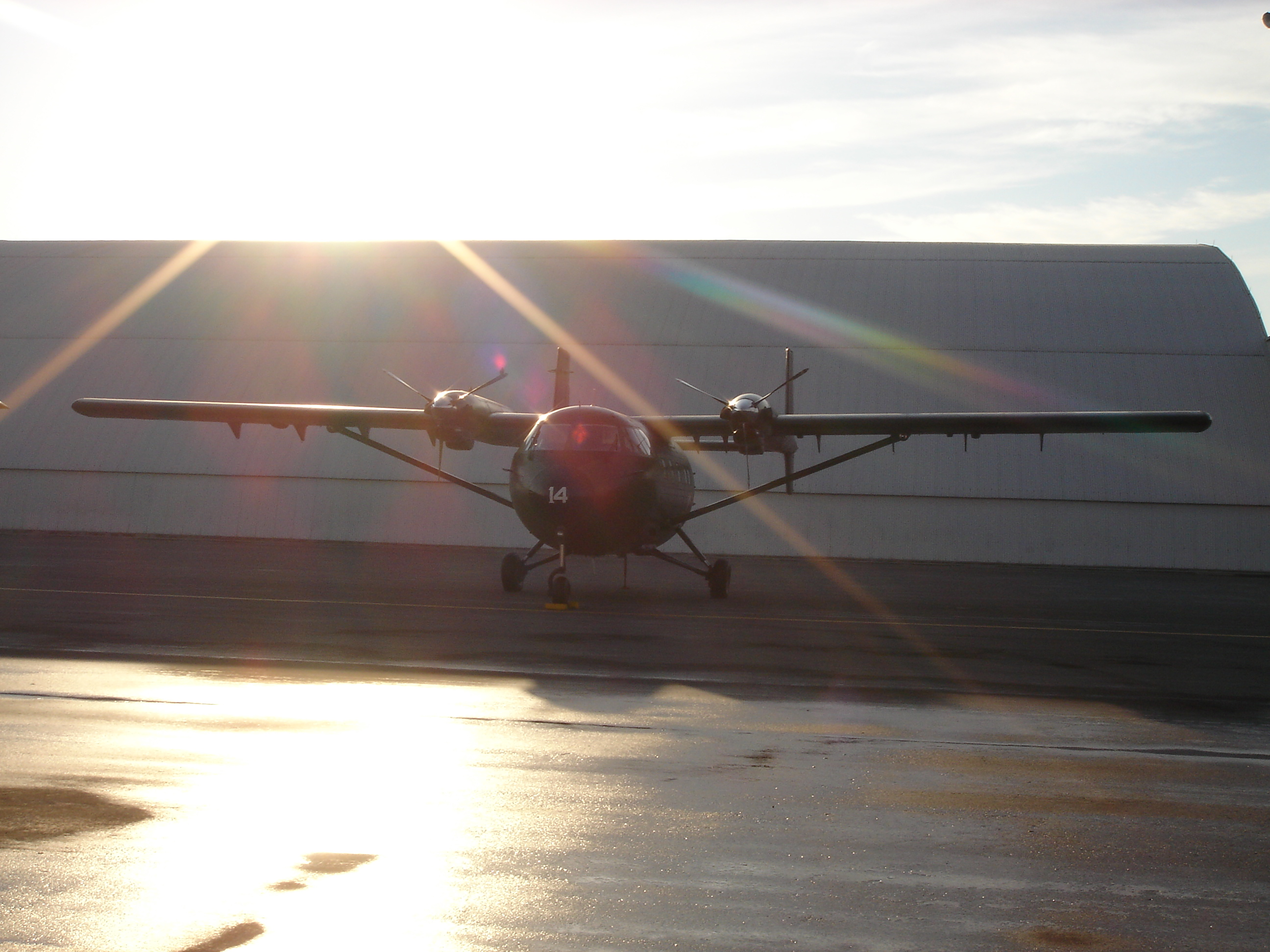
Čelní pohled na Aravu

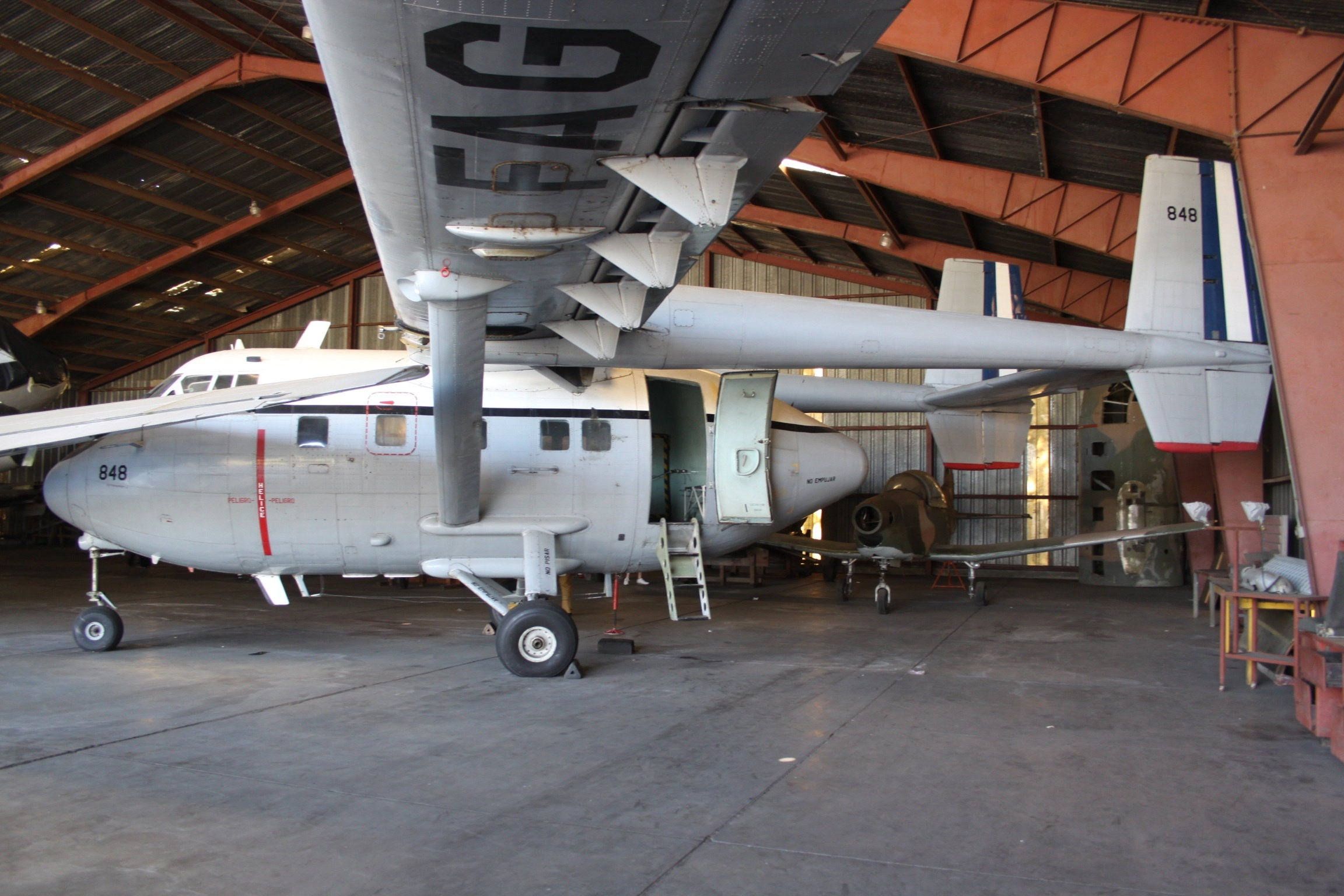
IAI Arava Fuerza Aérea Guatemalteca

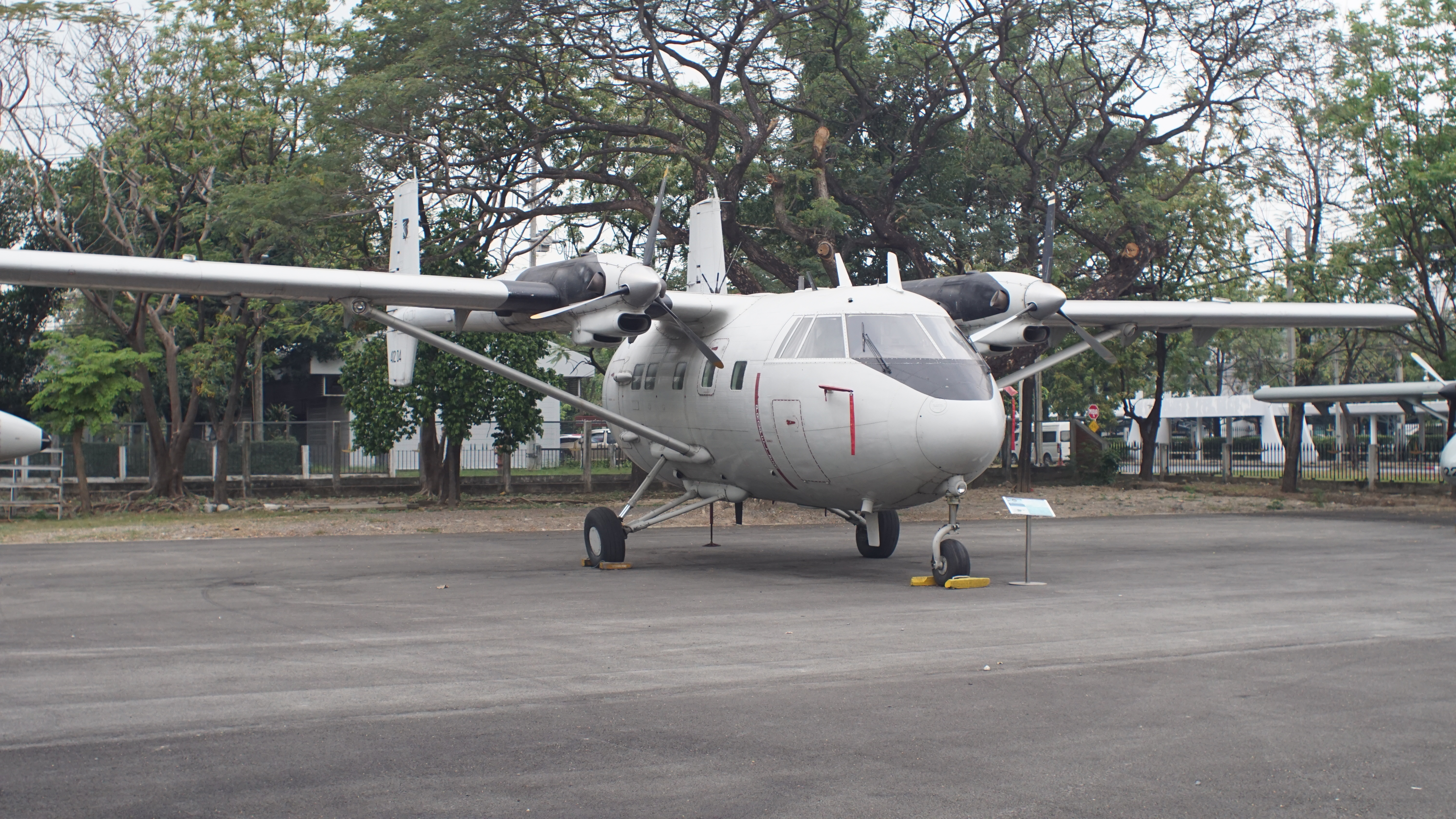
IAI Arava, Thajské královské letectvo

Argentina
- Argentinské vojenské letectvo

 Bolívie
- Bolivijské vojenské letectvo

 Ekvádor
- Ekvádorská armáda

 Guatemala
- Guatemalské vojenské letectvo

 Haiti
- Haitské ozbrojené síly

 Honduras
- Honduraské vojenské letectvo

 Izrael
- Izraelské vojenské letectvo

 Kamerun
- Kamerunské vojenské letectvo

 Kolumbie
- Kolumbijské vojenské letectvo

 Libérie
- Liberijské ozbrojené síly

 Mexiko
- Mexické vojenské letectvo

 Nikaragua
- Národní garda
- Nikaragujské vojenské letectvo

 Papua Nová Guinea
- Obranné síly Papuy Nové Guineje

 Salvador
- Salvadorské vojenské letectvo

 Svazijsko
- Svazijská armáda

 Thajsko
- Thajské královské letectvo

 Venezuela
- Venezuelská armáda

## Specifikace (IAI-201)

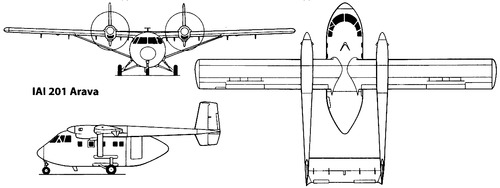
Třípohledový nákres

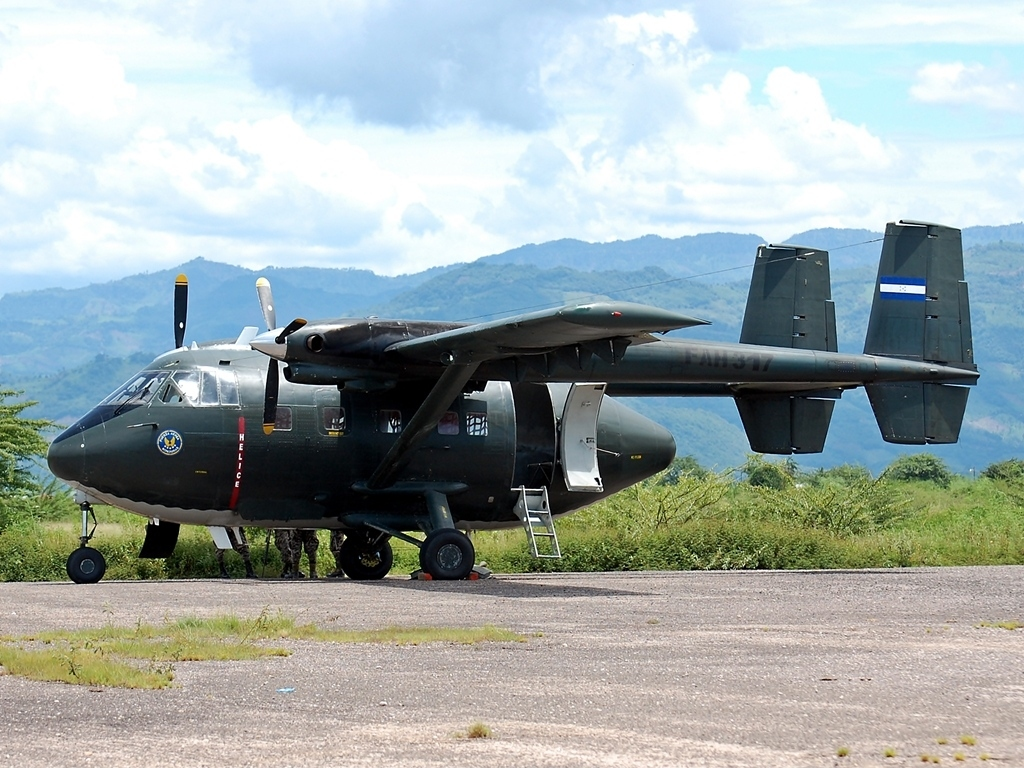
IAI-201 Arava, Fuerza Aérea Hondureña

Údaje podle

### Technické údaje
- Osádka: 1–2
- Počet cestujících:
  - 24 plně vybavených vojáků nebo
  - 16 výsadkářů nebo
  - 12 ležících raněných
- Užitečný náklad: 2 351 kg
- Rozpětí: 20,88 m
- Délka: 12,99 m
- Výška: 5,21 m
- Nosná plocha: 43,68 m²
- Hmotnost prázdného letounu: 4 037 kg
- Maximální vzletová hmotnost: 6 803 kg
- Pohonná jednotka: 2 × turbovrtulový motor Pratt & Whitney Canada PT6A-34
  - Výkon motoru: 576 kW

### Výkony
- Maximální rychlost: 326 km/h ve výšce 3 050 m
- Cestovní rychlost: 311 km/h ve výšce 3 050 m
- Dostup: 7 315 m
- Stoupavost u země: 9,1 m/s
- Dolet: 1 297 km